# 8e étape du Tour d'Espagne 2023
Pour un article plus général, voir Tour d'Espagne 2023.
La 8e étape du Tour d'Espagne 2023 se déroule le samedi 2 septembre 2023 entre Dénia et Xorret de Catí en Communauté valencienne sur une distance de 164,8 km.

## Parcours
Au départ de la cité balnéaire de Dénia, au nord de la Costa Blanca, les quinze premiers kilomètres de cette étape sont plats. Ensuite, le parcours s'orientant vers l'ouest et l'intérieur du pays prend rapidement de la hauteur et les coureurs grimpent quatre cols dans les deux premiers tiers de l'étape: trois cols de 2e catégorie et un de 3e catégorie. La cinquième et dernière difficulté de la journée est l'ascension de Xorret de Catí, un court mais raide col de 1re catégorie d'une longueur de 3,9 kilomètres, avec un dénivelé de 437 mètres, une pente moyenne de 11,4 % comprenant des pentes maximales de 22 %. Le sommet se situe trois kilomètres avant la ligne d'arrivée placée en dessous d'une courte descente.

## Déroulement de la course
Issus de l'échappée initiale comptant une trentaine de coureurs, quatre d'entre eux abordent en tête la dernière ascension du jour au Xorret de Catí. Ces quatre fuyards sont l'Italien Damiano Caruso (Bahrain Victorious), le Danois Andreas Kron (Lotto Dstny), l'Espagnol Oier Lazkano (Movistar) et le Portugais Rui Costa (Intermarché Circus Wanty). Ils ne comptent toutefois qu'un avantage de trente secondes sur l'avant du peloton. À deux kilomètres du sommet et cinq de l'arrivée, les deux derniers échappés (Rui Costa et Oier Lazkano) sont repris par les favoris alors que le maillot rouge Lenny Martinez ne peut suivre. Sepp Kuss (Jumbo Visma) place une attaque à 1 800 m du sommet mais Remco Evenepoel réagit pour reboucher progressivement ce petit écart suivi par un petit groupe de sept coureurs dont les équipiers de Kuss Primož Roglič et Jonas Vingegaard. Evenepoel passe en tête au sommet à trois kilomètres de la ligne d'arrivée. Aux deux cents derniers mètres, le Belge lance le sprint mais il est débordé par Roglič qui s'impose alors que Sepp Kuss s'empare du maillot rouge.

## Résultats

### Classement de l'étape
| \| Classement de l'étape \| Classement de l'étape \| Classement de l'étape \| Classement de l'étape \| Classement de l'étape \| \| Coureur \| Coureur \| Pays \| Équipe \| Temps \| \| --------------------- \| --------------------- \| --------------------- \| --------------------- \| --------------------- \| \| 1er \| Primož Roglič \| Slovénie \| Jumbo-Visma \| 4 h 13 min 52 s \| \| 2e \| Remco Evenepoel \| Belgique \| Soudal Quick-Step \| + 0 s \| \| 3e \| Juan Ayuso \| Espagne \| UAE Team Emirates \| + 0 s \| \| 4e \| Enric Mas \| Espagne \| Movistar Team \| + 2 s \| \| 5e \| Jonas Vingegaard \| Danemark \| Jumbo-Visma \| + 2 s \| \| 6e \| João Almeida \| Portugal \| UAE Team Emirates \| + 2 s \| \| 7e \| Sepp Kuss \| États-Unis \| Jumbo-Visma \| + 2 s \| \| 8e \| Marc Soler \| Espagne \| UAE Team Emirates \| + 2 s \| \| 9e \| Wout Poels \| Pays-Bas \| Bahrain Victorious \| + 34 s \| \| 10e \| Aleksandr Vlasov \| Bannière neutre \| Bora-Hansgrohe \| + 39 s \| |                  |                 |                    |                 |
| |                  |                 |                    |                 |
| Source : ProCyclingStats |                  |                 |                    |                 |
| Classement de l'étape |                  |                 |                    |                 |
| Coureur | Coureur          | Pays            | Équipe             | Temps           |
| 1er | Primož Roglič    | Slovénie        | Jumbo-Visma        | 4 h 13 min 52 s |
| 2e | Remco Evenepoel  | Belgique        | Soudal Quick-Step  | + 0 s           |
| 3e | Juan Ayuso       | Espagne         | UAE Team Emirates  | + 0 s           |
| 4e | Enric Mas        | Espagne         | Movistar Team      | + 2 s           |
| 5e | Jonas Vingegaard | Danemark        | Jumbo-Visma        | + 2 s           |
| 6e | João Almeida     | Portugal        | UAE Team Emirates  | + 2 s           |
| 7e | Sepp Kuss        | États-Unis      | Jumbo-Visma        | + 2 s           |
| 8e | Marc Soler       | Espagne         | UAE Team Emirates  | + 2 s           |
| 9e | Wout Poels       | Pays-Bas        | Bahrain Victorious | + 34 s          |
| 10e | Aleksandr Vlasov | Bannière neutre | Bora-Hansgrohe     | + 39 s          |

### Points attribués pour le classement par points
| Sprint intermédiaire Ibi (km 125,6) | Sprint intermédiaire Ibi (km 125,6) | Sprint intermédiaire Ibi (km 125,6) | Sprint intermédiaire Ibi (km 125,6) | Sprint intermédiaire Ibi (km 125,6) |
| ----------------------------------- | ----------------------------------- | ----------------------------------- | ----------------------------------- | ----------------------------------- |
|                                     | Coureur                             | Pays                                | Équipe                              | Point(s)                            |
| 1er                                 | Damiano Caruso                      | Italie                              | Bahrain Victorious                  | 20                                  |
| 2e                                  | Andreas Kron                        | Danemark                            | Lotto Dstny                         | 17                                  |
| 3e                                  | Rui Costa                           | Portugal                            | Intermarché-Circus-Wanty            | 15                                  |
| 4e                                  | Oier Lazkano                        | Espagne                             | Movistar                            | 13                                  |
| 5e                                  | Diego Camargo                       | Colombie                            | EF Education-EasyPost               | 10                                  |
| modifier                            |                                     |                                     |                                     |                                     |

| Arrivée d'étape Xorret de Catí (km 165) | Arrivée d'étape Xorret de Catí (km 165) | Arrivée d'étape Xorret de Catí (km 165) | Arrivée d'étape Xorret de Catí (km 165) | Arrivée d'étape Xorret de Catí (km 165) |
| --------------------------------------- | --------------------------------------- | --------------------------------------- | --------------------------------------- | --------------------------------------- |
|                                         | Coureur                                 | Pays                                    | Équipe                                  | Point(s)                                |
| 1er                                     | Primož Roglič                           | Slovénie                                | Jumbo-Visma                             | 20                                      |
| 2e                                      | Remco Evenepoel                         | Belgique                                | Quick-Step                              | 17                                      |
| 3e                                      | Juan Ayuso                              | Espagne                                 | UAE Emirates                            | 15                                      |
| 4e                                      | Enric Mas                               | Espagne                                 | Movistar                                | 13                                      |
| 5e                                      | Jonas Vingegaard                        | Danemark                                | Jumbo-Visma                             | 11                                      |
| 6e                                      | João Almeida                            | Portugal                                | UAE Emirates                            | 10                                      |
| 7e                                      | Sepp Kuss                               | États-Unis                              | Jumbo-Visma                             | 9                                       |
| 8e                                      | Marc Soler                              | Espagne                                 | UAE Emirates                            | 8                                       |
| 9e                                      | Wout Poels                              | Pays-Bas                                | Bahrain Victorious                      | 7                                       |
| 10e                                     | Aleksandr Vlasov                        |                                         | Bora-Hansgrohe                          | 6                                       |
| 11e                                     | Mikel Landa                             | Espagne                                 | Bahrain Victorious                      | 5                                       |
| 12e                                     | Hugh Carthy                             | Grande-Bretagne                         | EF Education-EasyPost                   | 4                                       |
| 13e                                     | Lenny Martinez                          | France                                  | Groupama-FDJ                            | 3                                       |
| 14e                                     | Cian Uijtdebroeks                       | Belgique                                | Bora-Hansgrohe                          | 2                                       |
| 15e                                     | Juan Pedro López                        | Espagne                                 | Lidl-Trek                               | 1                                       |
| modifier                                |                                         |                                         |                                         |                                         |

### Points attribués pour le classement du meilleur grimpeur
| Alto de Vall d'Ebo (km 28,8) 2e catégorie (7,9 km à 5,7%) | Alto de Vall d'Ebo (km 28,8) 2e catégorie (7,9 km à 5,7%) | Alto de Vall d'Ebo (km 28,8) 2e catégorie (7,9 km à 5,7%) | Alto de Vall d'Ebo (km 28,8) 2e catégorie (7,9 km à 5,7%) | Alto de Vall d'Ebo (km 28,8) 2e catégorie (7,9 km à 5,7%) |
| --------------------------------------------------------- | --------------------------------------------------------- | --------------------------------------------------------- | --------------------------------------------------------- | --------------------------------------------------------- |
|                                                           | Coureur                                                   | Pays                                                      | Équipe                                                    | Point(s)                                                  |
| 1er                                                       | Jesús Herrada                                             | Espagne                                                   | Cofidis                                                   | 5                                                         |
| 2e                                                        | Andreas Kron                                              | Danemark                                                  | Lotto Dstny                                               | 3                                                         |
| 3e                                                        | Pelayo Sánchez                                            | Espagne                                                   | Burgos-BH                                                 | 1                                                         |
| modifier                                                  |                                                           |                                                           |                                                           |                                                           |

| Puerto de Tollos (km 49,4) 3e catégorie (4,2 km à 5,6%) | Puerto de Tollos (km 49,4) 3e catégorie (4,2 km à 5,6%) | Puerto de Tollos (km 49,4) 3e catégorie (4,2 km à 5,6%) | Puerto de Tollos (km 49,4) 3e catégorie (4,2 km à 5,6%) | Puerto de Tollos (km 49,4) 3e catégorie (4,2 km à 5,6%) |
| ------------------------------------------------------- | ------------------------------------------------------- | ------------------------------------------------------- | ------------------------------------------------------- | ------------------------------------------------------- |
|                                                         | Coureur                                                 | Pays                                                    | Équipe                                                  | Point(s)                                                |
| 1er                                                     | Jesús Herrada                                           | Espagne                                                 | Cofidis                                                 | 3                                                       |
| 2e                                                      | Thomas De Gendt                                         | Belgique                                                | Lotto Dstny                                             | 2                                                       |
| 3e                                                      | Pelayo Sánchez                                          | Espagne                                                 | Burgos-BH                                               | 1                                                       |
| modifier                                                |                                                         |                                                         |                                                         |                                                         |

| Puerto de Benifàllim (km 81,7) 2e catégorie (9,5 km à 4,9%) | Puerto de Benifàllim (km 81,7) 2e catégorie (9,5 km à 4,9%) | Puerto de Benifàllim (km 81,7) 2e catégorie (9,5 km à 4,9%) | Puerto de Benifàllim (km 81,7) 2e catégorie (9,5 km à 4,9%) | Puerto de Benifàllim (km 81,7) 2e catégorie (9,5 km à 4,9%) |
| ----------------------------------------------------------- | ----------------------------------------------------------- | ----------------------------------------------------------- | ----------------------------------------------------------- | ----------------------------------------------------------- |
|                                                             | Coureur                                                     | Pays                                                        | Équipe                                                      | Point(s)                                                    |
| 1er                                                         | Thomas De Gendt                                             | Belgique                                                    | Lotto Dstny                                                 | 5                                                           |
| 2e                                                          | Antonio Tiberi                                              | Italie                                                      | Bahrain Victorious                                          | 3                                                           |
| 3e                                                          | Javier Romo                                                 | Espagne                                                     | Astana Qazaqstan                                            | 1                                                           |
| modifier                                                    |                                                             |                                                             |                                                             |                                                             |

| Puerto de la Carrasqueta (km 110,2) 2e catégorie (10,9 km à 4,6%) | Puerto de la Carrasqueta (km 110,2) 2e catégorie (10,9 km à 4,6%) | Puerto de la Carrasqueta (km 110,2) 2e catégorie (10,9 km à 4,6%) | Puerto de la Carrasqueta (km 110,2) 2e catégorie (10,9 km à 4,6%) | Puerto de la Carrasqueta (km 110,2) 2e catégorie (10,9 km à 4,6%) |
| ----------------------------------------------------------------- | ----------------------------------------------------------------- | ----------------------------------------------------------------- | ----------------------------------------------------------------- | ----------------------------------------------------------------- |
|                                                                   | Coureur                                                           | Pays                                                              | Équipe                                                            | Point(s)                                                          |
| 1er                                                               | Sylvain Moniquet                                                  | Belgique                                                          | Lotto Dstny                                                       | 5                                                                 |
| 2e                                                                | Damiano Caruso                                                    | Italie                                                            | Bahrain Victorious                                                | 3                                                                 |
| 3e                                                                | Oier Lazkano                                                      | Espagne                                                           | Movistar                                                          | 1                                                                 |
| modifier                                                          |                                                                   |                                                                   |                                                                   |                                                                   |

| \| Xorret de Catí (km 161,7) 1re catégorie (3,9 km à 11,4%) \| Xorret de Catí (km 161,7) 1re catégorie (3,9 km à 11,4%) \| Xorret de Catí (km 161,7) 1re catégorie (3,9 km à 11,4%) \| Xorret de Catí (km 161,7) 1re catégorie (3,9 km à 11,4%) \| Xorret de Catí (km 161,7) 1re catégorie (3,9 km à 11,4%) \| \| -------------------------------------------------------- \| -------------------------------------------------------- \| -------------------------------------------------------- \| -------------------------------------------------------- \| -------------------------------------------------------- \| \| \| Coureur \| Pays \| Équipe \| Point(s) \| \| 1er \| Remco Evenepoel \| Belgique \| Soudal Quick-Step \| 10 \| \| 2e \| Primož Roglič \| Slovénie \| Jumbo-Visma \| 6 \| \| 3e \| Jonas Vingegaard \| Danemark \| Jumbo-Visma \| 4 \| \| 4e \| Enric Mas \| Espagne \| Movistar \| 2 \| \| 5e \| Juan Ayuso \| Espagne \| UAE Emirates \| 1 \| \| modifier \| \| \| \| \| |                  |          |                   |          |
| Xorret de Catí (km 161,7) 1re catégorie (3,9 km à 11,4%) |                  |          |                   |          |
| | Coureur          | Pays     | Équipe            | Point(s) |
| 1er | Remco Evenepoel  | Belgique | Soudal Quick-Step | 10       |
| 2e | Primož Roglič    | Slovénie | Jumbo-Visma       | 6        |
| 3e | Jonas Vingegaard | Danemark | Jumbo-Visma       | 4        |
| 4e | Enric Mas        | Espagne  | Movistar          | 2        |
| 5e | Juan Ayuso       | Espagne  | UAE Emirates      | 1        |
| modifier |                  |          |                   |          |

### Bonifications
|   | Coureur          | Pays     | Équipe             | Secondes |
| - | ---------------- | -------- | ------------------ | -------- |
| 1 | Sylvain Moniquet | Belgique | Lotto Dstny        | 6 s      |
| 2 | Damiano Caruso   | Italie   | Bahrain Victorious | 4 s      |
| 3 | Oier Lazkano     | Espagne  | Movistar           | 2 s      |

|   | Coureur         | Pays     | Équipe       | Secondes |
| - | --------------- | -------- | ------------ | -------- |
| 1 | Primož Roglič   | Slovénie | Jumbo-Visma  | 10 s     |
| 2 | Remco Evenepoel | Belgique | Quick-Step   | 6 s      |
| 3 | Juan Ayuso      | Espagne  | UAE Emirates | 4 s      |

### Prix de la combativité
- Oier Lazkano (Movistar)

## Classements à l'issue de l'étape

### Classement général
| \| Classement général \| Classement général \| Classement général \| Classement général \| Classement général \| \| Coureur \| Coureur \| Pays \| Équipe \| Temps \| \| ------------------ \| ------------------ \| ------------------ \| ------------------ \| ------------------ \| \| 1er \| Sepp Kuss \| États-Unis \| Jumbo-Visma \| 30 h 51 min 06 s \| \| 2e \| Marc Soler \| Espagne \| UAE Team Emirates \| + 43 s \| \| 3e \| Lenny Martinez \| France \| Groupama-FDJ \| + 1 min 00 s \| \| 4e \| Wout Poels \| Pays-Bas \| Bahrain Victorious \| + 2 min 05 s \| \| 5e \| Mikel Landa \| Espagne \| Bahrain Victorious \| + 2 min 29 s \| \| 6e \| Remco Evenepoel \| Belgique \| Soudal Quick-Step \| + 2 min 31 s \| \| 7e \| Primož Roglič \| Slovénie \| Jumbo-Visma \| + 2 min 38 s \| \| 8e \| Jonas Vingegaard \| Danemark \| Jumbo-Visma \| + 2 min 42 s \| \| 9e \| Enric Mas \| Espagne \| Movistar Team \| + 2 min 42 s \| \| 10e \| Juan Ayuso \| Espagne \| UAE Team Emirates \| + 2 min 52 s \| |                  |            |                    |                  |
| |                  |            |                    |                  |
| Source : ProCyclingStats |                  |            |                    |                  |
| Classement général |                  |            |                    |                  |
| Coureur | Coureur          | Pays       | Équipe             | Temps            |
| 1er | Sepp Kuss        | États-Unis | Jumbo-Visma        | 30 h 51 min 06 s |
| 2e | Marc Soler       | Espagne    | UAE Team Emirates  | + 43 s           |
| 3e | Lenny Martinez   | France     | Groupama-FDJ       | + 1 min 00 s     |
| 4e | Wout Poels       | Pays-Bas   | Bahrain Victorious | + 2 min 05 s     |
| 5e | Mikel Landa      | Espagne    | Bahrain Victorious | + 2 min 29 s     |
| 6e | Remco Evenepoel  | Belgique   | Soudal Quick-Step  | + 2 min 31 s     |
| 7e | Primož Roglič    | Slovénie   | Jumbo-Visma        | + 2 min 38 s     |
| 8e | Jonas Vingegaard | Danemark   | Jumbo-Visma        | + 2 min 42 s     |
| 9e | Enric Mas        | Espagne    | Movistar Team      | + 2 min 42 s     |
| 10e | Juan Ayuso       | Espagne    | UAE Team Emirates  | + 2 min 52 s     |

| Classement par points | Classement par points | Classement par points | Classement par points  | Classement par points |
| Coureur               | Coureur               | Pays                  | Équipe                 | Points                |
| --------------------- | --------------------- | --------------------- | ---------------------- | --------------------- |
| 1er                   | Kaden Groves          | Australie             | Alpecin-Deceuninck     | 158 pts               |
| 2e                    | Andrea Vendrame       | Italie                | AG2R Citroën Team      | 66 pts                |
| 3e                    | Remco Evenepoel       | Belgique              | Soudal Quick-Step      | 62 pts                |
| 4e                    | Andreas Kron          | Danemark              | Lotto Dstny            | 62 pts                |
| 5e                    | Geoffrey Soupe        | France                | TotalEnergies          | 61 pts                |
| 6e                    | Marc Soler            | Espagne               | UAE Team Emirates      | 60 pts                |
| 7e                    | Marijn van den Berg   | Pays-Bas              | EF Education-EasyPost  | 57 pts                |
| 8e                    | Edward Theuns         | Belgique              | Lidl-Trek              | 55 pts                |
| 9e                    | Sebastián Molano      | Colombie              | UAE Team Emirates      | 48 pts                |
| 10e                   | Orluis Aular          | Venezuela             | Caja Rural-Seguros RGA | 47 pts                |

| Classement par points | Classement par points | Classement par points | Classement par points  | Classement par points |
| Coureur               | Coureur               | Pays                  | Équipe                 | Points                |
| --------------------- | --------------------- | --------------------- | ---------------------- | --------------------- |
| 1er                   | Kaden Groves          | Australie             | Alpecin-Deceuninck     | 158 pts               |
| 2e                    | Andrea Vendrame       | Italie                | AG2R Citroën Team      | 66 pts                |
| 3e                    | Remco Evenepoel       | Belgique              | Soudal Quick-Step      | 62 pts                |
| 4e                    | Andreas Kron          | Danemark              | Lotto Dstny            | 62 pts                |
| 5e                    | Geoffrey Soupe        | France                | TotalEnergies          | 61 pts                |
| 6e                    | Marc Soler            | Espagne               | UAE Team Emirates      | 60 pts                |
| 7e                    | Marijn van den Berg   | Pays-Bas              | EF Education-EasyPost  | 57 pts                |
| 8e                    | Edward Theuns         | Belgique              | Lidl-Trek              | 55 pts                |
| 9e                    | Sebastián Molano      | Colombie              | UAE Team Emirates      | 48 pts                |
| 10e                   | Orluis Aular          | Venezuela             | Caja Rural-Seguros RGA | 47 pts                |

| Classement de la montagne | Classement de la montagne | Classement de la montagne | Classement de la montagne | Classement de la montagne |
| Coureur                   | Coureur                   | Pays                      | Équipe                    | Points                    |
| ------------------------- | ------------------------- | ------------------------- | ------------------------- | ------------------------- |
| 1er                       | Eduardo Sepúlveda         | Argentine                 | Lotto Dstny               | 21 pts                    |
| 2e                        | Remco Evenepoel           | Belgique                  | Soudal Quick-Step         | 20 pts                    |
| 3e                        | Jesús Herrada             | Espagne                   | Cofidis                   | 12 pts                    |
| 4e                        | Sepp Kuss                 | États-Unis                | Jumbo-Visma               | 10 pts                    |
| 5e                        | Jonas Vingegaard          | Danemark                  | Jumbo-Visma               | 10 pts                    |
| 6e                        | Damiano Caruso            | Italie                    | Bahrain Victorious        | 9 pts                     |
| 7e                        | Primož Roglič             | Slovénie                  | Jumbo-Visma               | 8 pts                     |
| 8e                        | Thomas De Gendt           | Belgique                  | Lotto Dstny               | 7 pts                     |
| 9e                        | Javier Romo               | Espagne                   | Astana Qazaqstan Team     | 7 pts                     |
| 10e                       | Matteo Sobrero            | Italie                    | Team Jayco AlUla          | 6 pts                     |

| Classement de la montagne | Classement de la montagne | Classement de la montagne | Classement de la montagne | Classement de la montagne |
| Coureur                   | Coureur                   | Pays                      | Équipe                    | Points                    |
| ------------------------- | ------------------------- | ------------------------- | ------------------------- | ------------------------- |
| 1er                       | Eduardo Sepúlveda         | Argentine                 | Lotto Dstny               | 21 pts                    |
| 2e                        | Remco Evenepoel           | Belgique                  | Soudal Quick-Step         | 20 pts                    |
| 3e                        | Jesús Herrada             | Espagne                   | Cofidis                   | 12 pts                    |
| 4e                        | Sepp Kuss                 | États-Unis                | Jumbo-Visma               | 10 pts                    |
| 5e                        | Jonas Vingegaard          | Danemark                  | Jumbo-Visma               | 10 pts                    |
| 6e                        | Damiano Caruso            | Italie                    | Bahrain Victorious        | 9 pts                     |
| 7e                        | Primož Roglič             | Slovénie                  | Jumbo-Visma               | 8 pts                     |
| 8e                        | Thomas De Gendt           | Belgique                  | Lotto Dstny               | 7 pts                     |
| 9e                        | Javier Romo               | Espagne                   | Astana Qazaqstan Team     | 7 pts                     |
| 10e                       | Matteo Sobrero            | Italie                    | Team Jayco AlUla          | 6 pts                     |

| Classement du meilleur jeune | Classement du meilleur jeune | Classement du meilleur jeune | Classement du meilleur jeune | Classement du meilleur jeune |
| Coureur                      | Coureur                      | Pays                         | Équipe                       | Temps                        |
| ---------------------------- | ---------------------------- | ---------------------------- | ---------------------------- | ---------------------------- |
| 1er                          | Lenny Martinez               | France                       | Groupama-FDJ                 | 30 h 52 min 06 s             |
| 2e                           | Remco Evenepoel              | Belgique                     | Soudal Quick-Step            | + 1 min 31 s                 |
| 3e                           | Juan Ayuso                   | Espagne                      | UAE Team Emirates            | + 1 min 52 s                 |
| 4e                           | João Almeida                 | Portugal                     | UAE Team Emirates            | + 2 min 09 s                 |
| 5e                           | Cian Uijtdebroeks            | Belgique                     | Bora-Hansgrohe               | + 3 min 08 s                 |
| 6e                           | Einer Rubio                  | Colombie                     | Movistar Team                | + 4 min 00 s                 |
| 7e                           | Santiago Buitrago            | Colombie                     | Bahrain Victorious           | + 4 min 32 s                 |
| 8e                           | Attila Valter                | Hongrie                      | Jumbo-Visma                  | + 8 min 19 s                 |
| 9e                           | Michel Ries                  | Luxembourg                   | Arkéa-Samsic                 | + 22 min 14 s                |
| 10e                          | Antonio Tiberi               | Italie                       | Bahrain Victorious           | + 23 min 49 s                |

| Classement du meilleur jeune | Classement du meilleur jeune | Classement du meilleur jeune | Classement du meilleur jeune | Classement du meilleur jeune |
| Coureur                      | Coureur                      | Pays                         | Équipe                       | Temps                        |
| ---------------------------- | ---------------------------- | ---------------------------- | ---------------------------- | ---------------------------- |
| 1er                          | Lenny Martinez               | France                       | Groupama-FDJ                 | 30 h 52 min 06 s             |
| 2e                           | Remco Evenepoel              | Belgique                     | Soudal Quick-Step            | + 1 min 31 s                 |
| 3e                           | Juan Ayuso                   | Espagne                      | UAE Team Emirates            | + 1 min 52 s                 |
| 4e                           | João Almeida                 | Portugal                     | UAE Team Emirates            | + 2 min 09 s                 |
| 5e                           | Cian Uijtdebroeks            | Belgique                     | Bora-Hansgrohe               | + 3 min 08 s                 |
| 6e                           | Einer Rubio                  | Colombie                     | Movistar Team                | + 4 min 00 s                 |
| 7e                           | Santiago Buitrago            | Colombie                     | Bahrain Victorious           | + 4 min 32 s                 |
| 8e                           | Attila Valter                | Hongrie                      | Jumbo-Visma                  | + 8 min 19 s                 |
| 9e                           | Michel Ries                  | Luxembourg                   | Arkéa-Samsic                 | + 22 min 14 s                |
| 10e                          | Antonio Tiberi               | Italie                       | Bahrain Victorious           | + 23 min 49 s                |

| Classement par équipes | Classement par équipes | Classement par équipes | Classement par équipes |
| Équipe                 | Équipe                 | Pays                   | Temps                  |
| ---------------------- | ---------------------- | ---------------------- | ---------------------- |
| 1re                    | Jumbo-Visma            | Pays-Bas               | 92 h 02 min 50 s       |
| 2e                     | UAE Team Emirates      | Émirats arabes unis    | + 1 min 12 s           |
| 3e                     | Bahrain Victorious     | Bahreïn                | + 2 min 52 s           |
| 4e                     | Bora-Hansgrohe         | Allemagne              | + 11 min 19 s          |
| 5e                     | Movistar Team          | Espagne                | + 20 min 23 s          |
| 6e                     | Ineos Grenadiers       | Royaume-Uni            | + 26 min 37 s          |
| 7e                     | Soudal Quick-Step      | Belgique               | + 28 min 57 s          |
| 8e                     | Groupama-FDJ           | France                 | + 37 min 49 s          |
| 9e                     | Caja Rural-Seguros RGA | Espagne                | + 41 min 30 s          |
| 10e                    | EF Education-EasyPost  | États-Unis             | + 44 min 44 s          |

| Classement par équipes | Classement par équipes | Classement par équipes | Classement par équipes |
| Équipe                 | Équipe                 | Pays                   | Temps                  |
| ---------------------- | ---------------------- | ---------------------- | ---------------------- |
| 1re                    | Jumbo-Visma            | Pays-Bas               | 92 h 02 min 50 s       |
| 2e                     | UAE Team Emirates      | Émirats arabes unis    | + 1 min 12 s           |
| 3e                     | Bahrain Victorious     | Bahreïn                | + 2 min 52 s           |
| 4e                     | Bora-Hansgrohe         | Allemagne              | + 11 min 19 s          |
| 5e                     | Movistar Team          | Espagne                | + 20 min 23 s          |
| 6e                     | Ineos Grenadiers       | Royaume-Uni            | + 26 min 37 s          |
| 7e                     | Soudal Quick-Step      | Belgique               | + 28 min 57 s          |
| 8e                     | Groupama-FDJ           | France                 | + 37 min 49 s          |
| 9e                     | Caja Rural-Seguros RGA | Espagne                | + 41 min 30 s          |
| 10e                    | EF Education-EasyPost  | États-Unis             | + 44 min 44 s          |

## Abandons
- Samuel Gaze (Alpecin-Deceuninck) : abandon
- Pierre Latour (TotalEnergies) : abandon